# Pentling
Pentling é um município da Alemanha, situado no distrito de Ratisbona, no estado da Baviera. Tem 32,64 km² de área, e sua população em 2019 foi estimada em 6.142 habitantes.